# 小林敢治郎
小林 敢治郎（こばやし かんじろう）は、日本の教育者。植草学園大学発達教育学部発達支援教育学科教授
、「ＮＰＯちば算数・数学を楽しむ会」理事長、財団法人日本数学検定協会評議員。「ドラえもんの学習シリーズ」の算数分野の著書を多く担当。

## 略歴
長野県飯田市生まれ、千葉大学教育学部卒業、千葉大学教育学部附属小学校教諭、同副校長。

## 著書
- 『ドラえもんの算数おもしろ攻略―図形がわかる』（小学館、1992年8月）